# 1988年冬季残疾人奥林匹克运动会奥地利代表团
1988年冬季残疾人奥林匹克运动会奥地利代表团是奥地利派出的1988年冬季残疾人奥林匹克运动会代表团。获得20枚金牌、10枚银牌和14枚铜牌。